# Ernesto Rossi
Ernesto Rossi (Caserta, 25 agosto 1897 – Roma, 9 febbraio 1967) è stato un politico, giornalista, antifascista ed economista italiano.
Operò nell'ambito del Partito d'Azione e del successivo Partito Radicale. Insieme con Altiero Spinelli ed Eugenio Colorni è uno dei principali esponenti italiani del federalismo europeo. Il Manifesto di Ventotene (di cui condivise la stesura con Spinelli e che fu pubblicato e curato da Colorni) è considerato la sua opera più importante e il suo testamento morale.

## Biografia
Non ancora diciannovenne partecipò volontario alla prima guerra mondiale. Nel dopoguerra, mosso dalla opposizione all'atteggiamento dei socialisti di ostilità nei confronti dei reduci e dei loro sacrifici e dal disprezzo della classe politica incapace di slanci ideali, si avvicinò ai nazionalisti del Popolo d'Italia diretto da Benito Mussolini, giornale con il quale collaborò dal 1919 al 1922.
In quel periodo però conobbe Gaetano Salvemini con il quale iniziò un lungo legame di stima e di amicizia, ben presto cementato dalla piena intesa intellettuale. Rossi ha sostenuto che il rapporto con Salvemini fu determinante nell'allontanarlo definitivamente e radicalmente dalle posizioni che lo stavano portando all'ideologia fascista e nell'avvicinarlo al pensiero liberale.
Nel 1923, Ernesto Rossi partecipò, insieme con Dino Vannucci, Piero Calamandrei, Carlo Rosselli e Nello Traquandi alla formazione di Italia libera, un gruppo di ex combattenti di ispirazione repubblicana e antifascista. Nel 1925 con il gruppo dei salveminiani (Traquandi, Rosselli e Tommaso Ramorino) diede vita al giornale clandestino Non Mollare, dove ebbe l'occasione di conoscere e frequentare il libertario Camillo Berneri.
Da questo deriva la determinazione con cui si oppose al regime fascista. Fu dirigente, insieme con Riccardo Bauer, dell'organizzazione interna di "Giustizia e Libertà". Lo arrestarono a scuola, presso l'istituto Vittorio Emanuele II di Bergamo, mentre faceva lezione ai suoi alunni, il 30 ottobre 1930. Pagò la sua intransigente attività antifascista con venti anni di carcere, inflittigli dal Tribunale speciale, dei quali nove furono scontati nelle "patrie galere" e  quattro al confino nell'isola di Ventotene.  Durante la detenzione, il 24 ottobre 1931, nel carcere di Pallanza si unì in matrimonio con rito civile con Ada Rossi. Nell'isola tirrenica, con Altiero Spinelli ed Eugenio Colorni, maturò più compiutamente quelle idee federalistiche che nel 1941 ricevettero il loro suggello nel famoso Manifesto di Ventotene. Nel confino della piccola isola conobbe e frequentò il libertario Alfonso Failla. Fu anche autore del Vassoio di Ventotene.
Dopo la Liberazione, come rappresentante del Partito d'Azione, fu sottosegretario alla ricostruzione nel governo Parri e presidente dell'A.R.A.R. (Azienda Rilievo Alienazione Residuati) fino al 1958.
Dopo che fu sciolto il Partito d'Azione aderì al Partito Radicale guidato da Pannunzio e da Villabruna nel quale, sentendosi come "un cane in chiesa" (sono parole sue), rifiutò incarichi di direzione anche perché preferì dedicarsi alla scrittura di libri e al giornalismo d'inchiesta su il Mondo.
La collaborazione con il Mondo, iniziata sotto i migliori auspici nel 1949 (quando il direttore Mario Pannunzio gli promise che i suoi articoli li avrebbe letti "solo dopo pubblicati") continuò ininterrotta per tredici anni, fino al 1962.
Dalla fine degli anni 1950 fino al 1961, insieme con altri colleghi, animò l'idea che porterà alla creazione di Cronache dal mondo.
Negli stessi anni raccolse i suoi articoli migliori in alcuni volumi, tra cui I padroni del vapore (Bari, 1956) e Aria fritta (Bari, 1955). Dal 1962 svolse la sua attività di pubblicista su L'Astrolabio di Ferruccio Parri.
Nel 1966 gli fu conferito il premio "Francesco Saverio Nitti".
Ernesto Rossi muore il 9 febbraio 1967. Riposa nel cimitero fiorentino di Trespiano.
«Ernesto – racconta Marco Pannella – era stato operato nei giorni precedenti. L'avevo visto il 7, e lui, che era sarcastico verso chi non credeva all'Anno anticlericale che avevamo lanciato, era allegro perché un'infermiera gli aveva detto: «Beh, se lei presiede questa cosa, verrò anch'io all'Adriano». Ernesto, abituato come eravamo spesso noi radicali al Ridotto dell'Eliseo, aveva soggiunto: «L'ho detto anche a Ada: ma vuoi vedere che questa volta quel matto di Pannella ha avuto ragione!» L'operazione era andata benissimo, il medico era Valdoni, tuttavia le conseguenze non furono controllate e all'improvviso Ernesto se ne andò. Di lì a trentasei ore avrebbe dovuto presiedere una prima grande manifestazione della religiosità anticlericale, della religione della libertà di tutti i credenti».
Qualche mese prima, in una lettera a Riccardo Bauer, aveva scritto: «Se ci domandiamo a cosa approdano tutti i nostri sforzi e tutte le nostre angosce non sappiamo trovare altre risposte fuori di quelle che dava Leopardi: si gira su noi stessi come trottole, finché il moto si rallenta, le passioni si spengono e il meccanismo si rompe». E ancora: «Io non ho mai avuto paura della morte. Mi è sempre sembrata una funzione naturale, inspiegabile com'è inspiegabile tutto quello che vediamo in questo porco mondo. Crepare un po' prima o un po' dopo non ha grande importanza: si tratta di anticipi di infinitesimi, in confronto all'eternità, che non riusciamo neppure ad immaginare. Ma ho sempre avuto timore della "cattiva morte"».

## Il pensiero politico
Ernesto Rossi il «democratico ribelle», come lo definisce Giuseppe Armani nel testo dedicato alla sua figura di politico e intellettuale, ha sempre manifestato un'indole polemica e intransigente, dedito all'invettiva contro i vizi del potere, impegnato nel combattere gli interessi corporativi e clientelari dei "padroni del vapore", attivo nei confronti dei grandi assetti monopolistici, testimone esemplare di un pensiero laico e liberale.
Per disegnare correttamente la parabola intellettuale di Ernesto Rossi, non bisogna però trascurare le oscillazioni che si avvertono nelle sue prese di posizione nei primi anni venti con l'avvento del fascismo: Rossi (ha 22 anni) dal 29 marzo 1919, al 29 novembre 1922 collabora con Il Popolo d'Italia. In questo periodo di collaborazione al quotidiano Rossi si attesta su posizioni antisocialiste per ragioni che esulano dalle riflessioni teoriche sul marxismo, riguardando piuttosto il disprezzo manifestato dai socialisti nei confronti degli ufficiali reduci di guerra, che «offendevano la memoria dei nostri morti e sputavano sui nostri sacrifici» – Rossi, il "non interventista intervenuto", arriva sulla linea del basso Isonzo nell'ottobre del 1916 e dovranno trascorrere più di due anni prima che egli possa prendere congedo dagli orrori della guerra. Ma, poco prima della marcia su Roma, Rossi cambia decisamente fronte: intensifica il suo rapporto epistolare con Gaetano Salvemini, "padre intellettuale" del giovane Rossi e, nel novembre 1922, propone di pubblicare i suoi articoli a Piero Gobetti su La Rivoluzione liberale, recidendo drasticamente con gli ambienti filofascisti. Sarà egli stesso a riconoscere la portata salvifica dell'incontro con Salvemini all'indomani della grande guerra:
Salvemini mi fece ragionare anche sul problema della Dalmazia, sul quale non volevo ragionare: mi diede da leggere il libro, scritto da lui in collaborazione col geografo Maranelli, su La questione dell'Adriatico, e lo discusse con me, punto per punto. Anche guardando soltanto all'interesse del nostro paese, dovetti riconoscere che aveva ragione. L'annessione della Dalmazia avrebbe impedito di instaurare rapporti amichevoli con le nuove nazioni, nate al nostro confine orientale; ci avrebbe costretto ad assumere la parte degli oppressori nei confronti delle popolazioni slave; avrebbe indebolito la nostra capacità di difesa del territorio nazionale; era, insomma, una soluzione conveniente soltanto per i generali e i fabbricanti di cannoni.»
A proposito dei suoi debiti intellettuali, Rossi riconobbe di essere approdato a una maggiore consapevolezza circa l'effettiva realizzazione di nuove forme di giustizia sociale, nel corso delle sue discussioni con Salvemini sulla chiarezza e il rigore logico del metodo scientifico di Pareto (autore a cui Rossi aveva dedicato i suoi studi giovanili di filosofia del diritto, nonché la sua tesi di laurea: L'evoluzione sociale secondo Pareto).
Un ulteriore elemento che accomunava Rossi a Salvemini era l'anticomunismo. In una lettera inviata all'amico nel febbraio 1945, riprendendo una definizione applicata dal socialista francese Léon Blum al Partito Comunista Francese, Rossi definì il Partito Comunista Italiano «un partito nazionalista straniero, inassimilabile nella democrazia dei nostri paesi». Più tardi, nella prefazione al volume No al fascismo del 1957, nel quadro del contrasto tra il mondo azionista e il PCI seguito all'invasione sovietica dell'Ungheria, Rossi espresse un giudizio articolato sui comunisti, riconoscendone l'importante ruolo nella lotta antifascista:

### L'anticlericalismo
L'impegno intellettuale di Rossi nella lotta contro l'oscurantismo e gli abusi del clero affonda le sue radici in una delle idee guida del Risorgimento italiano: "libera Chiesa in libero Stato". La questione della conflittualità dei rapporti tra la Santa Sede, con la sua pretesa di conservare il potere temporale, e il ceto dirigente liberale italiano si era posta fin dai tempi di Cavour e Mazzini, assumendo i toni di un contrasto ideologico tra la volontà di modernizzare il Paese e il bisogno di mantenersi nella tradizione, tra i processi d'innovazione politica e le "clericali" battute d'arresto. Secondo Rossi, la porzione di libertà e autonomia guadagnata dallo stato laico attraverso le lotte risorgimentali, culminate il 20 settembre 1870 nella breccia di Porta Pia, si dissolve l'11 febbraio 1929 con i Patti Lateranensi, giorno infausto, in cui la società civile perdeva le speranze di potersi definitivamente affrancare dal potere della Chiesa.
La sua testimonianza si è esplicitata in un'aperta dichiarazione di anticlericalismo in nome della difesa di un mondo libero dalle costrizioni ideologiche delle gerarchie ecclesiastiche e del regime fascista con cui la chiesa, a partire dagli anni venti, non mancava d'intessere relazioni.
Ne Il Manganello e l'aspersorio, prende corpo la denuncia di questa forma di collusione tra "l'altare" e il regime fascista antiliberale che con Mussolini si era instaurato al governo: polemica appassionata che investe contemporaneamente, dispiegando lo stesso impegno, e la stessa carica dissacrante, sia il dominio della politica, sia quello della religione e dell'economia. Parimenti ai grandi monopoli dello zucchero e dell'elettricità, e alle forme di regime politico illiberali e antiliberali, l'inclinazione alla conquista di zone d'influenza e di ambiti di potere sempre più vasti e pervasivi si rivela connaturata alla natura coercitiva e dogmatica della chiesa: «Pochi italiani conoscono quale centro di coordinamento e di guida delle forze più reazionarie è il Vaticano, e quale fattore di corruzione esso costituisce nella nostra vita pubblica [...] con l'insegnamento della cieca obbedienza ai governanti, comunque delinquenti e in qualsiasi modo arrivati al potere, purché prestino l'ossequio dovuto al Santo Padre. [...] Approfondendo l'argomento, oggi mi sono dovuto convincere che la soluzione di tutti i problemi – anche di quelli che riteniamo più spiccatamente economici e tecnici – dalla convivenza civile, è in funzione del modo in cui si riesce a risolvere il problema della libertà di coscienza, cioè del modo in cui vengono regolati i rapporti tra lo Stato e la Chiesa».
L'indignazione di Rossi nei confronti della Chiesa, e segnatamente della pretesa di espandere capillarmente il suo controllo sulla società, raggiunge il suo apice nel momento in cui si trova ad analizzare la natura ancipite del rapporto di Mussolini con il potere ecclesiastico: ateo e "sboccatamente" anticlericale, avverso ai valori diffusi dal cattolicesimo sin dalle prime prese di posizione giovanili, si dimostrerà – a partire dalla seconda metà degli anni venti, con la firma l'11 febbraio 1929 dei Patti Lateranensi – un fervido e ossequioso sostenitore della politica del Vaticano, tanto da guadagnarsi l'appellativo di "Uomo della Provvidenza", confermando, da un lato, l'intenzione esclusivamente strumentale che Mussolini aveva circa l'uso del potere, e dall'altro lato, l'oblio della chiesa riguardo ai trascorsi ateo-socialisti del duce non fanno che ribadire il disegno politico del Vaticano perseguito attraverso calcoli macchinosi e continui regolamenti di conti.

### Azione laicista e pensiero anticlericale:Il Sillabo e dopo
L'atteggiamento assunto da Rossi di schietto anticlericalismo e di rigoroso attaccamento etico alla norma nella gestione di uno stato che voleva essere riconosciuto liberale, democratico e antiprotezionista, lo spinsero inevitabilmente verso un "isolamento" radicale nei confronti dei benpensanti di tutti i partiti – dal partito liberale a quello comunista –, che consideravano scomodo «fuori dal senso della storia» e oltremodo pessimista il suo atteggiamento polemico e il suo carattere "eccentrico". Questa scelta di campo, che illuminava l'"integrità" del suo pensiero liberale, ovviamente, da parte del regime fascista non poteva non dimostrarsi insidiosa e ingombrante. Così Rossi, nel maggio 1940 dal confino di Ventotene, luogo del suo isolamento effettivo, si rivolgeva alla moglie Ada: « […] È in gioco la vita della civiltà moderna, così come noi la consideriamo. In tutti i modi, però, non bisogna mai lasciarsi prendere dall'angoscia e dalla disperazione. Io sono forse più pessimista di te rispetto all'immediato futuro, ma so che la storia è una rappresentazione che continua oltre le nostre vite […] Per mio conto non mi sono mai preoccupato di sembrare straniero nel mio paese, o "superato" rispetto ai miei contemporanei. Non ho bisogno di trovare negli avvenimenti delle prove di bontà delle mie convinzioni. Mi basta la mia coscienza e il debole lume della mia ragione».
Nella rilettura del Sillabo di papa Pio IX, promulgato nel 1864 assieme all'enciclica Quanta cura che denunciava gli "errori del secolo" e le "nefande macchinazioni di uomini iniqui", Rossi dà voce alle sue idee anticlericali in modo da difendere la causa della laicità attraverso un metodo rigoroso e puntualmente documentato: compiendo un uso sapiente di citazioni testuali tratte da documenti vaticani, encicliche, lettere pastorali, allocuzioni, giunge alla confutazione delle tesi della chiesa circa la libertà di stampa e d'insegnamento, dei rapporti tra poteri civili ed ecclesiastici e tutto il resto delle dinamiche di potere che costituiscono il fulcro della società contemporanea; sono il pontefice e la chiesa stessa a parlare di sé, della propria realtà attraverso i documenti da loro stessi promulgati: «Questo è un libro anticlericale. La sua singolarità consiste soltanto nel fatto che non è stato scritto da un anticlericale, ma dagli otto pontefici che si sono succeduti, durante l'ultimo secolo, sulla "cattedra di S. Pietro": Pio IX, Leone XIII, Pio X, Benedetto XV, Pio XI, Pio XII, Giovanni XXIII, Paolo VI».
Questa forma di anticlericalismo di Rossi non degenera mai in un atteggiamento irrispettoso o addirittura blasfemo nei confronti della religione, non indulge mai alle offese o al dileggio nei confronti dei credenti, ma si concentra esclusivamente sui privilegi e la corruzione della chiesa e del papato. Soffermandosi sul significato attribuito dalla Chiesa, e in modo specifico da Pio X nel 1909 e da Pio XI nell'enciclica Quas Primas del 1925, al precetto evangelico «Date a Cesare quel che è di Cesare e a Dio quel che è di Dio», dimostra come la chiesa perverta l'originale messaggio del Vangelo affermando la necessità di sottoporre alla Chiesa e all'ufficio assegnatole da Dio, tanto l'ordine sociale, quanto quello economico: «Quel che è di Dio, dunque, è della Chiesa perché la Chiesa è il corpo mistico di Gesù, e quel che è di Cesare è pure della Chiesa perché l'uomo è una creatura di Dio e, fine ultimo dello Stato, deve essere quello di far osservare la legge di Dio per condurre gli uomini alla beatitudine eterna». Come si può notare da questo passo tratto dal Sillabo e dopo, ciò che Rossi mira a denunciare è la volontà della Chiesa di accrescere sempre più la sua ricchezza, di attestarsi come una tra le maggiori potenze finanziarie, e di investire i suoi capitali nei titoli delle imprese più rilevanti (gruppi monopolistici minerari e saccariferi, società concessionarie di servizi pubblici, ecc.). Rossi non manca di sottolineare i legami della Chiesa con il fascismo sotto il profilo delle reciproche concessioni economiche; uno dei primi provvedimenti con i quali, a seguito della marcia su Roma, Mussolini si assicurò l'appoggio della Santa Sede fu il decreto del dicembre 1922 che abolì la legge sulla nominatività obbligatoria dei titoli; provvedimento che permetteva alla chiesa di sfuggire più facilmente al controllo pubblico e di evadere il sistema delle imposte.

### L'elaborazione federalista di Rossi e Spinelli: ilManifesto di Ventotene
Il Manifesto di Ventotene viene scritto da Ernesto Rossi e Altiero Spinelli nel 1941 quando si trovano confinati nell'isola di Ventotene. Il Manifesto circola prima in forma ciclostilata e successivamente viene pubblicato clandestinamente a Roma nel gennaio 1944, il volume viene prima intitolato Problemi della federazione europea, reca le sigle A.S. (Altiero Spinelli), E.R. (Ernesto Rossi) ed è curato e prefato da Eugenio Colorni.
Grazie alla corrispondenza tra Ernesto Rossi e Luigi Einaudi, era pervenuta a Ventotene una vera e propria letteratura federalista sconosciuta alla gran parte della cultura politica italiana. L'idea di guardare al modello statunitense nell'elaborazione di un progetto federalista per l'Europa si nutre, in gran parte, di questa apertura di orizzonti dal punto di vista teorico, ma il grande passaggio compiuto nel Manifesto è il passaggio a un vero e proprio programma d'azione che, mettendo in luce la crisi dello Stato nazionale, permettesse di ripensare l'assetto geopolitico internazionale. Nella prefazione Eugenio Colorni afferma:
(Eugenio Colorni sul Manifesto di Ventotene.)
Attribuendo, dunque, come causa prima dell'imperialismo e delle guerre mondiali la teoria della ragion di Stato e l'esercizio della sovranità statale, il Manifesto e la sua visione politica federalista, irrompe in modo del tutto alternativo sullo scenario rappresentato dal sistema degli Stati nazionali, auspicando una strategia politica-economica completamente autonoma e innovativa rispetto ai precedenti assetti. In primo luogo il Manifesto pone con urgenza la prerogativa di realizzare una federazione europea: obiettivo nient'affatto utopico considerando la crisi post-bellica dello Stato nazionale e, anzi, la realizzazione di questa prima tappa non dovrà essere che il preludio a una federazione mondiale di Stati. Problema prioritario di questo nuovo ordinamento internazionale sarà quello di oltrepassare il caos internazionale nell'ambito della risoluzione dei conflitti, di frenare l'impulso di ciascuno Stato ad accrescere il proprio potere e prestigio internazionale, evitando in tal modo che la libertà politica e le problematiche istituzionali, sociali ed economiche vengano relegate sullo sfondo privilegiando la sicurezza militare e le spese belliche.
Cadranno, pertanto, tutte le vecchie linee di demarcazione formale tra progressisti e reazionari, tra i fautori dell'istituzione di una minore o maggiore democrazia interna al singolo Stato, tra la necessità che questo si costituisca o meno con una solida cultura socialista:  la netta divisione sarà marcata da coloro che continueranno a promuovere una forma stantia di lotta politica a sostegno del potere nazionale e, al contrario, coloro che coopereranno per dar vita a una solida unità internazionale.

### Contro il capitalismo inquinato e i parassitismi monopolistici
Ne I Padroni del vapore Ernesto Rossi, analizza la politica economica e l'atteggiamento di alcuni ambienti industriali prima e durante il fascismo, estendendo a questo periodo critiche e appunti che aveva elaborato con riferimento alla situazione presente. Quando, nel 1955, Angelo Costa, presidente di Confindustria, scriveva a Ernesto Rossi proponendogli un contraddittorio nel quale si sarebbe fatto il possibile per far conoscere la verità sull'industria italiana all'opinione pubblica, Rossi accettando di buon grado, offrì la possibilità di dare origine a un dibattito pubblico di fondamentale importanza per comprendere l'attualità e le istanze principali del suo pensiero liberista, contraddistinto da una netta avversione nei confronti di taluni assetti monopolistici, di cartelli privati, dei consorzi autarchici e di tutti quei meccanismi di potere tesi a "inquinare" il capitalismo e a svolgere un ruolo di consolidamento nei confronti dei regimi autoritari che tendenzialmente sono volti a fiancheggiare. Il tema del dibattito con Costa aveva come titolo "gli industriali italiani", ossia i Padroni del vapore, i grandi capitani dell'industria italiana e tutti coloro che hanno come diretto referente la Confindustria.
Rossi, criticando il capitalismo nelle forme "statalizzate" che ha assunto in Italia, non manca di manifestare il suo entusiasmo per il capitalismo americano dove la situazione concorrenziale non attende aiuti statali e s'indirizza verso un cammino indipendente da quello del potere politico. L'altro bersaglio polemico di Rossi, indagato nella sezione dedicata alla Critica del sindacalismo, è il sindacato monopolistico e tutti gli assetti di potere in mano alle leghe sindacali, che rendono invasivo il ruolo di controllo dello Stato e compromettono la libera formazione dei prezzi sul mercato. La polemica liberale contro il capitalismo è dunque volta a porre sia dei limiti a uno sfrenato laissez faire che non interviene a ricucire le falle e le inefficienze generate dal mercato, sia a frenare gli interventi diretti di assistenza e l'estensione del lavoro sindacalizzato. La pars costruens della sua Critica alle costituzioni economiche si propone come obbiettivo quello di Abolire la miseria: imponendo delle riforme di fondamentale importanza – riforma agraria, terra a chi la coltiva – ed estendendo servizi pubblici e bisogni essenziali – cibo, alloggio, istruzione, assistenza sanitaria – a tutte le categorie sociali, la "striscia" della miseria tenderebbe ad accorciarsi, rendendo meno eclatanti talune storture del capitalismo. Secondo Eugenio Scalfari, nella prefazione di Capitalismo inquinato, la posizione di Rossi sul capitalismo italiano coincideva in almeno sei punti con quella dei liberali di sinistra: « Il libero mercato non è uno stato di natura, la libera concorrenza e la libertà di accesso al mercato sono situazioni perennemente a rischio, che debbono essere create e mantenute da apposite regole, il cui rispetto deve essere garantito da organi pubblici dotati di poteri penetranti di vigilanza e sanzione. L'economia mista, si risolve di fatto in una privatizzazione dei profitti e in una pubblicizzazione delle perdite[…] favorendo il diffondersi nel sistema di un elevato grado di corruttela».
Se, dunque, la genesi del capitalismo italiano a causa di una ristrettezza iniziale di capitali e della mancata compattezza di sviluppo tra Nord e Sud, è riconducibile alla dipendenza e alla protezione di gruppi bancari, industriali e politici, inevitabilmente le caratteristiche del suo sistema sono sempre state la difficile concorrenza, la mancanza di regole di controllo, lo sviluppo massiccio di cartelli e monopoli. Esclusivamente un'azione di netta discontinuità con la politica delle partecipazioni statali e del protezionismo doganale può, secondo Rossi, riformare e restituire trasparenza all'intero sistema. Dunque applicare il settimo comandamento: non rubare. Questa è l'esortazione che Rossi rivolge al presidente di Confindustria Costa e agli imprenditori italiani. « Ma io non mi sono mai preoccupato che gli industriali guadagnassero troppo; mi sono preoccupato che rubassero troppo; e, mettendo in luce questa consuetudine di alcuni di loro, ho sempre creduto di scrivere in difesa del bene comune». Gli strali lanciati da Rossi contro la corruzione del sistema capitalista sono indirizzati non alla pretesa di aumento del profitto degli industriali, quanto piuttosto alle licenze, alle concessioni esclusive, ai favoritismi messi in atto dall'imprenditoria nel finanziamento dei giornali, dei partiti politici, delle campagne elettorali, consentendo a uomini di loro fiducia d'inserirsi nei gangli vitali delle istituzioni. Per poter cogliere l'autentico contributo politico-culturale fornito da Ernesto Rossi attraverso le sue riflessioni sulla situazione economica italiana, non è necessario interrogarsi se vi fu da parte sua una netta scelta di campo tra socialismo e liberalismo, bisogna piuttosto individuare il bersaglio polemico delle sue critiche: da un lato il regime capitalista elitario che garantisce e concentra la proprietà privata di pochi su gran parte degli strumenti materiali di produzione, incurante della miseria diffusa in larghi strati della popolazione; dall'altro lato le sue critiche si rivolgono al monopolio statale di tutti i mezzi di produzione, alla burocratizzazione di tutta la vita economica.
Dunque, secondo Rossi, la molla propulsiva dell'economia deve essere rintracciata in un dinamismo economico che permetta di aumentare i mezzi materiali per la soddisfazione dei bisogni umani. Come afferma in Abolire la miseria: « L'eroe di questa grandiosa rivoluzione economica non è il "fedele servitore dello stato" mosso dal senso del dovere. È l'imprenditore, che non ha lo stipendio sicuro alla fine del mese, comunque vadano le cose; [...] è l'imprenditore, che costruisce la sua baracca sempre più avanti, se scopre la possibilità di un nuovo guadagno, dove neppure arriva la tutela della legge». Questo eroe è, dunque, colui che ha avuto l'audacia di avventurarsi in territori ancora inesplorati dai monopoli e che ha segnato le prime tracce di un cammino che ha poi permesso a tutta l'umanità di procedere sicura.

### La questione Federconsorzi
Un secondo ambito di attività di Ernesto Rossi nella lotta contro i monopoli parassitari fu la questione della Federconsorzi, ente statale che aveva ereditato dalla gestione ammassi, esercitata dal regime fascista durante la "battaglia del grano", e dal successivo periodo del tesseramento annonario, una struttura molto efficiente per l'importazione, lo stoccaggio e la distribuzione del grano.
Ernesto Rossi denunciò con fermezza che sotto la gestione di Bonomi questa stessa struttura era diventata una "macchina" per gestire il consenso delle campagne a favore di precise correnti della Democrazia Cristiana. La gestione ammassi lasciava, sempre a parere di Rossi, margini spropositati, a carico dei contribuenti e che erano impiegati per operazioni di corruzione politica.
Significativi in questo senso i titoli dei volumi pubblicati sull'argomento: La Federconsorzi e lo Stato e Viaggio nel feudo di Bonomi. Anche se i rilievi furono ripresi dalla Corte dei conti, la battaglia non fu più coltivata, neanche dai suoi seguaci e nemmeno quando la Federconsorzi andò in crisi.

### Il Mondoe il Partito Radicale

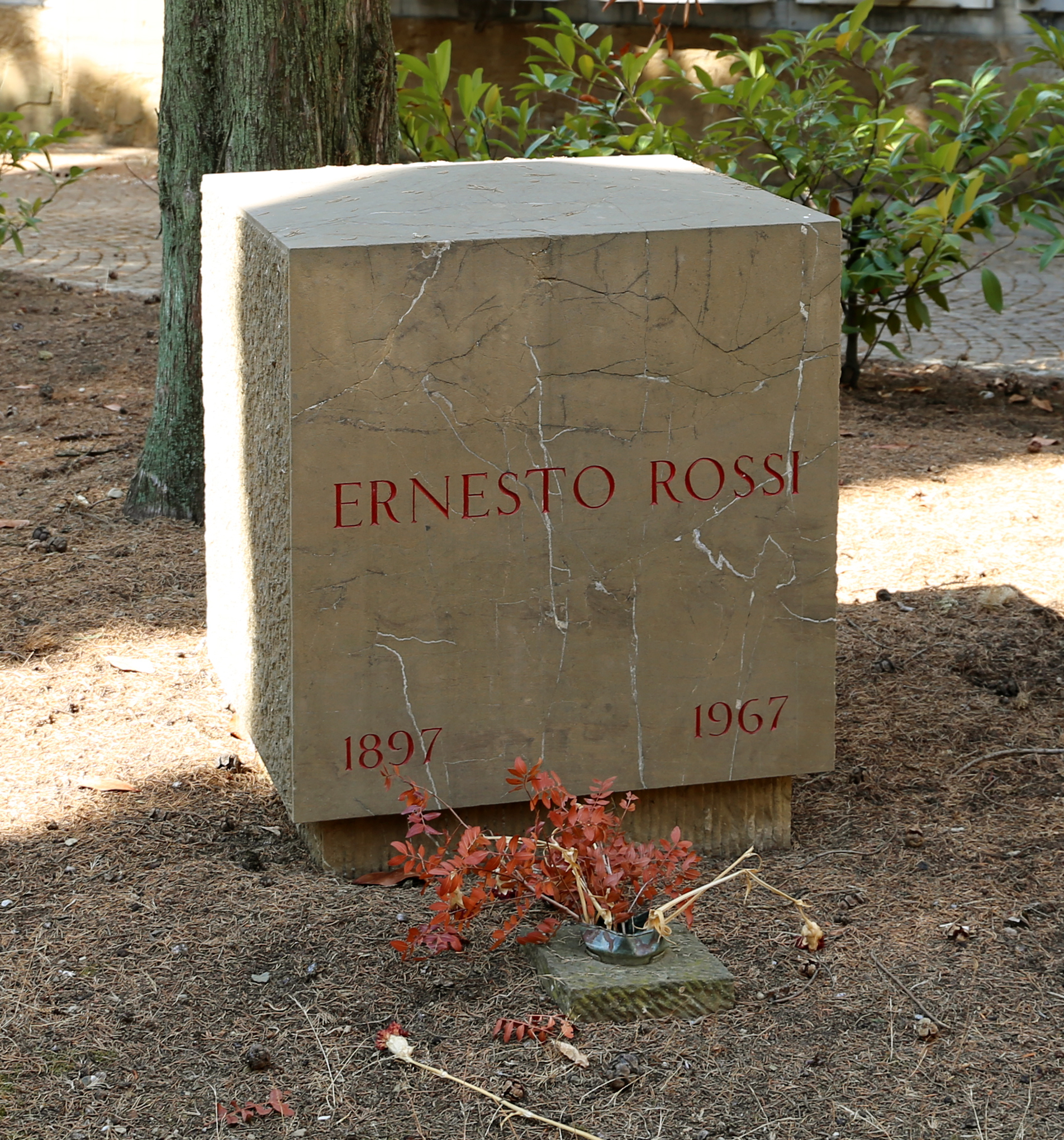
La tomba nel cimitero di Trespiano a Firenze

Attraverso la rivista Il Mondo è possibile offrire uno spaccato della prima repubblica compreso in un arco di tempo che si estende dal 1949 al 1966. Il Mondo, come ricorda Antonio Cardini, «consente di osservare attraverso una privilegiata fonte un periodo di cui raccoglie e descrive come documenti le tensioni sociali, gli slanci economici, le istanze culturali, gli equilibri politici, gli sviluppi ideologici, le carenze istituzionali, le vicende di cronaca e di costume». Ne II Mondo Ernesto Rossi assunse posizioni anticlericali e antimilitariste classiche del pensiero libertario.
Nel corso della sua attività di polemista e intellettuale, Ernesto Rossi partecipa a numerose testate giornalistiche – L'Italia libera, L'Italia Socialista, Corriere della Sera, La Stampa, Il Giorno – ma, il suo nome resterà indissolubilmente legato a Il Mondo, diretto e fondato dall'intellettuale lucchese Mario Pannunzio. Quando nel febbraio 1949 esce il primo numero de Il Mondo, lo sconcerto di Gaetano Salvemini nei confronti della nuova testata si fa presto sentire. Ancora esule in America scriverà a questo proposito a Rossi: «Temo che parteciperemo ad una nuova mistificazione, destinata a impedire il coagularsi di qualunque primo nucleo intorno a cui possa cristallizzarsi un movimento di sinistra non solo indipendente dai comunisti, ma anche e soprattutto ostile ai liberali di destra». Rossi prontamente replicherà: «La direttiva generale de Il Mondo è quella "terza forza", né comunista, né repubblicana; presa di posizione ben netta contro il fascismo e la monarchia, critica nei confronti dei privilegi, delle camorre e degli sperperi. La nostra collaborazione (Altiero Spinelli, Ignazio Silone, Alessandro Levi, Cesare Musatti) spero riuscirà a dare anche al giornale un contenuto sempre più federalista». La prima sede del giornale era in via Campo Marzio, solo in seguito si trasferirà in via della Colonna Antonina, e gli unici in redazione a possedere una "stanza tutta per sé" sono Rossi e il direttore Mario Pannunzio. Da questo "salotto" privilegiato e separato dagli altri collaboratori Ernesto Rossi, per tredici anni, persegue la sua battaglia di critica costante della realtà presente: dal fascismo alla monarchia, dal monopolio dei "Grandi Baroni" dell'industria al Vaticano «la più grande forza reazionaria esistente in Italia».
Gli "Amici del Mondo" e il Partito Radicale – fondato dalla sinistra liberale nel 1955 – condividono, a un primo sguardo, un orizzonte comune di problematiche, percorsi e obiettivi politico-sociali. Le istanze di maggior vicinanza sono ravvisabili, in primo luogo, nella necessità di abrogare talune leggi fasciste ancora in vigore, in seguito la realizzazione della Federazione europea, l'approvazione di leggi antitrust, la difesa di una cultura e di un pensiero laico soprattutto all'interno della scuola statale, "l'abolizione della miseria", l'urgenza di normare gli ambiti relativi al divorzio e al riconoscimento dei figli illegittimi. Durante il VII Congresso del PLI, svoltosi dal 9 all'11 dicembre 1955 al Palacongressi dell'EUR, gli "Amici del Mondo" – composti da un gruppo di secessionisti del PLI stesso, da una frangia moderata (Villabruna, Olivetti, Carandini, Libonati) e da una parte più progressista che vedeva tra i suoi militanti Mario Pannunzio, Benedetti ed Eugenio Scalfari - daranno inizio all'avventura del Partito Radicale. Rossi, in un primo momento, si mostra titubante circa l'adesione al partito ma, in occasione della prima costituente – 20 gennaio 1956 - sarà egli stesso a cercare di convincere, in ambiente progressista, Giorgio Agosti e Manlio Rossi Doria ad aderire alla nuova iniziativa politica. Nel Taccuino "Il resto è silenzio", apparso nel dicembre 1955 su Il Mondo, circa la comunione d'intenti tra uomini di salda cultura liberale e i "nuovi radicali" verrà scritto:
(Giuseppe Fiori, Una Storia italiana.)
Sebbene il Partito Radicale si ponesse come alternativa alle forze politiche tradizionali, intendendo la democrazia in senso laico, socialista e riformista – e dunque mostrando caratteristiche che senza dubbio erano perfettamente aderenti al pensiero di Rossi – il suo atteggiamento iniziale di scarsa risolutezza può essere attribuito all'ostilità che aveva sempre nutrito nei confronti dei partiti politici, "mere macchine per fabbricare deputati e senatori". In ogni caso sentiva la necessità di fare tutto ciò che era in suo potere per scalzare via la presenza sempre più invadente del clero all'interno della vita pubblica e di non lasciare ai comunisti questo arduo compito. Decide pertanto di entrare a far parte del Comitato Provvisorio, che avrebbe dato poi vita al Partito Radicale, insieme con Bruno Villabruna, Guido Calogero, Eugenio Scalfari e Leo Valiani, rinunciando però alla proposta di entrare nella direzione del partito, affermando di provare disgusto nei confronti dei congressi e delle assemblee di partito. Contribuì alla stesura dei punti di orientamento del partito con "concretismo salveminiano" imprimendo la sua voglia di rinnovamento democratico del Paese contro le alleanze "clerico-fasciste aperte e mascherate".
La rottura del forte sodalizio tra Rossi e Mario Pannunzio, che si era cementato nel corso della loro reciproca collaborazione a Il Mondo, avviene nel 1962: a provocare la rottura definiva tra i due fu in modo peculiare il "caso Piccardi", emerso dopo che lo storico Renzo De Felice aveva scoperto, nel corso delle sue ricerche sul razzismo in Italia, che Leopoldo Piccardi aveva partecipato a due convegni giuridici italo-tedeschi destinati a essere il luogo dell'elaborazione teorica delle leggi razziali. Mentre Pannunzio e altri del gruppo condannarono irrevocabilmente Piccardi, Rossi, che aveva sulle spalle anni di collaborazione con "l'amico del Mondo", fu solidale, insieme con Ferruccio Parri, con Piccardi; Parri e Rossi avviano da quel momento un sodalizio intellettuale che li vede collaborare sulle colonne del settimanale L'Astrolabio.
Gianfranco Spadaccia nel suo ritratto dedicato a Ernesto Rossi "radicale" ricorda:
Anche con Ernesto ci fu dunque una separazione organizzativa. Il suo scetticismo nei confronti dello strumento partito fu rafforzato dalle vicende traumatiche che il Partito Radicale aveva subito. Non vi fu mai invece separazione personale e dissenso politico.»
(Gianfranco Spadaccia, Ernesto Rossi, un radicale)

## Opere
- No al fascismo, Torino 1957 (curatela)
- Sillabo, Parenti, Firenze 1957 (curatela)
- A. De Viti De Marco uomo civile, Laterza, Bari 1948
- Abolire la miseria, Laterza, Bari 1977
- Aria fritta, Laterza, Bari 1956
- Banderillas, Ediz. La Comunità, Milano 1947
- Borse e borsaioli, Laterza, Bari 1961
- Capitalismo inquinato (a cura di R. Petrini, prefazione E. Scalfari), Laterza, Bari 1993 (raccolta di alcuni articoli di Rossi su "Il Mondo" già pubblicati in Settimo non rubare e Il Malgoverno)
- Critica del capitalismo, Ediz. La Comunità, Milano 1948
- Critica del sindacalismo, La Fiaccola, Milano 1945
- Critica delle costituzioni economiche, Ediz. La Comunità, Milano 1965
- Elettricità senza baroni, Laterza, Bari 1962
- Elogio della galera, lettere dal carcere 1930-1943, Laterza, Bari 1968
- Guerra e dopoguerra. Lettere (1915-1930). A cura di G. Armani, Nuova Italia, Firenze 1978
- I nostri quattrini, Laterza, Bari 1964
- I padroni del vapore, Laterza, Bari 1955
- Il Malgoverno, Laterza, Bari 1954 [raccolta completa degli articoli apparsi su "Il Mondo" e "Stato Socialista" (1950-1954)
- Il manganello e l'aspersorio, Parenti, Firenze 1958 [anche: Laterza, Bari 1968]
- Il Sillabo e dopo, Editori Riuniti, Roma 1965
- Io e Garibaldi. A cura di G. Armani, Tecnostampa, Reggio Emilia 1982
- "L'Europa di domani", in Federazione Europea, Firenze 1948
- L'Europe de demain, Movimento Federalista Europeo, Roma 1948
- La Federconsorzi e lo Stato, Nuova Italia, Firenze 1963
- Viaggio nel feudo di Bonomi, Editori Riuniti, Roma 1965 [riedito da Federconsorzi]
- La pupilla del Duce, Guanda, Bologna 1956 [l'O.V.R.A.]
- Lo Stato cinematografaro, Parenti, Firenze 1959
- Lo Stato industriale, Laterza, Bari 1953
- Miseria e splendori del confino di polizia. Lettere (1939-1943), Feltrinelli, Milano 1981
- Non mollare, Firenze 1955
- Padroni del vapore e fascismo, Laterza, Bari 1966
- Pagine anticlericali, Samonà e Savelli, Roma 1966
- Salvemini il non conformista, Tecnostampa, Reggio Emilia 1971
- Settimo: non rubare, Laterza, Bari 1953 [raccolta completa degli articoli apparsi su "Il Mondo" (1949-1952)]
- Un democratico ribelle. Cospirazione antifascista, carcere, confino. Scritti e testimonianze a cura di G. Armani, Guanda, Parma 1975

### Recenti pubblicazioni e ri-pubblicazioni
- Nove anni sono molti – Lettere dal carcere 1930-39, Torino, Bollati e Boringhieri, 2001, nuova edizione delle lettere dal carcere. [Un altro epistolario era stato curato da Manlio Magini e pubblicato dalla casa editrice Laterza col titolo Elogio della galera – Lettere 1930/1943, Bari, 1968].
- Ernesto Rossi e Gaetano Salvemini, Dall'esilio alla Repubblica – Lettere 1944-1957, Torino, Bollati Boringhieri, 2004.
- "Non Mollare" (1925) – Riproduzione fotografica – Con saggi di Gaetano Salvemini, Ernesto Rossi e Piero Calamandrei, Torino, Bollati Boringhieri, 2005 (la prima edizione era stata pubblicata a Firenze da La Nuova Italia).
- Una spia del regime, Torino, Bollati Boringhieri, 2000.
- Il manganello e l'aspersorio, Milano, Kaos, 2000.
- Nuove pagine anticlericali, Milano, Kaos, 2002.
- Settimo: non rubare, Milano, Kaos, 2002.
- Antonella Braga, Un federalista giacobino – Ernesto Rossi pioniere degli Stati Uniti d'Europa, Bologna, il Mulino, 2007.
- Simonetta Michelotti, Ernesto Rossi contro il clericalismo. Una battaglia per la democrazia liberale, Soveria Mannelli, Rubbettino, 2007.
- Giuseppe Armani, La forza di non mollare: Ernesto Rossi dalla grande guerra a Giustizia e libertà, Milano, Franco Angeli, 2004 (presentazione di Arturo Colombo).